# 三重県道747号打見大台線
三重県道747号打見大台線（みえけんどう747ごう うちみおおだいせん）は、三重県度会郡大紀町から同県多気郡大台町に至る一般県道である。

## 概要

### 路線データ
- 起点：三重県度会郡大紀町打見字中瀬広298番1地先[1][2]（三重県道46号南島大宮大台線交点）
- 終点：三重県多気郡大台町佐原字上中通808の4番地先[1][2]（国道42号・三重県道429号佐原勢和松阪線交点）

## 沿革
- 1967年（昭和42年）3月31日  - 認定[3]
  - 起点：三重県度会郡大宮町大字打見
  - 終点：三重県多気郡大台町大字佐原

- 2007年（平成19年）4月1日 - 県道の路線認定の一部改正[4]（自治体合併に伴う変更、住所表記の変更）
  - 起点：三重県度会郡大紀町打見
  - 終点：三重県多気郡大台町佐原

## 通過する自治体
- 三重県
  - 度会郡大紀町
  - 多気郡大台町

## 接続する道路
- 三重県道46号南島大宮大台線（起点：大紀町打見）
- 三重県道424号大宮宮川線（舟木大橋南交差点）
- 国道42号（熊野街道）（舟木大橋南交差点 - 大紀町船木（舟木大橋南交差点北）で重複）
- 国道42号（熊野街道）・三重県道429号佐原勢和松阪線（終点：佐原交差点）

## 周辺
- 大紀町立七保小学校
- 大紀町役場七保支所
- ノリタケ伊勢電子大宮事業所
- 長ケ発電所
- 多岐原神社
- 三瀬谷ダム（宮川）
- 大台町役場